# Claudio Gigante
Claudio Gigante (Napoli, 27 febbraio 1972) è uno storico della letteratura, italianista e filologo italiano specializzato nel Rinascimento.

## Biografia
Italianista specializzato nella letteratura rinascimentale, è ordinario di letteratura italiana all'Università di Bruxelles (ULB). Figlio del filologo classico Marcello Gigante, si è formato a Napoli, nell'Università Federico II, dove ha conseguito il dottorato (1996-1999) e ha svolto attività di ricerca sino al 2003, anno in cui ha vinto il concorso a cattedra a Bruxelles. Per vari anni ha insegnato anche in Francia, all'Université de Lorraine. Per le numerose iniziative culturali promosse a Bruxelles, ha ricevuto nel 2020 l'onorificenza dell'Ordine della stella d'Italia nel grado di Cavaliere.
Ha curato tra l'altro il trattatello savonaroliano Contro gli astrologi (Roma, Salerno ed., 2000) e tre edizioni di opere di Torquato Tasso, il Giudicio sovra la Gerusalemme riformata (Roma, Salerno ed., 2000), la Gerusalemme conquistata secondo il manoscritto Vind. Lat. 72 della Biblioteca nazionale di Napoli per l'Edizione nazionale delle opere di Torquato Tasso (Alessandria, Edizioni dell'Orso, 2010) e la Gerusalemme liberata (Milano, Mondadori, 2022, in collaborazione con T. Artico). Negli ultimi anni ha dedicato saggi e contributi a Dante, Foscolo, Pirandello, Levi, Pomilio e alla letteratura del Risorgimento (con interventi sul romanzo storico, su d'Azeglio, su Tarchetti e sui legami con la letteratura della Grande Guerra; in questo ambito ha edito fra l'altro il volume Rappresentazione e memoria. La «quarta» guerra d'indipendenza, Firenze, Cesati 2017). Ha anche curato l'introduzione per una nuova ristampa della Coscienza di Zeno (Milano, Mondadori, 2021), 
Nel 2022 ha pubblicato un romanzo, ambientato tra Firenze, Roma e Napoli nel primo Risorgimento, Non era la volta (Castelvecchi). Vi compaiono fra gli altri Gabriele Pepe, Giacomo Leopardi, Antonio Ranieri, Massimo d'Azeglio, Byron ().

## Opere

### Studi
- Vincer pariemi più sé stessa antica: la Gerusalemme conquistata nel mondo poetico di Torquato Tasso, Napoli, Bibliopolis, 1996.
- Esperienze di filologia cinquecentesca: Salviati, Mazzoni, Trissino, Costo, Il Bargeo, Tasso, Roma, Salerno Editrice, 2003.
- Tasso, Roma, Salerno Editrice, 2007.
- La nazione necessaria: la questione italiana nell'opera di Massimo d'Azeglio, Firenze, Cesati, 2013.
- Il Rinascimento, con G. Alfano e L. Russo, Milano, Il Corriere della Sera, 2016.
- Miti cristiani e forme del politico nella letteratura del Rinascimento, Firenze, Cesati, 2017.
- Una coscienza europea. Zeno e la tradizione moderna, Roma, Carocci, 2020.
- (FR)  Dante et le mythe de l'éternité de l'homme, Lormont, Le Bord de l'eau, 2022.

### Edizioni di classici
- Torquato Tasso, Giudicio sovra la Gerusalemme riformata, edizione critica, Roma, Salerno Editrice, 2000.
- Girolamo Savonarola, Contro gli astrologi, Roma, Salerno Editrice, 2000.
- Torquato Tasso, Gerusalemme conquistata (ms. Vind. Lat. 72 della BNN), edizione critica, Alessandria, Edizioni dell'Orso, 2010.
- Italo Svevo, La coscienza di Zeno, Introduzione di C. Gigante, Milano, Mondadori, 2021.
- Torquato Tasso, Gerusalemme liberata, Introduzione e cura di C. Gigante, Commento e introduzione ai canti di Tancredi Artico, Collana Oscar Classici, Milano, Mondadori, 2022, ISBN 978-88-047-4740-6.

### Narrativa
- Non era la volta, Roma, Castelvecchi, 2022.